# Ify Ibekwe
Ify Ibekwe (nascida em 8 de outubro de 1989) é uma jogadora norte-americana de basquete. Joga atualmente no Los Angeles Sparks, equipe da WNBA. Ela entrou na liga através do draft de 2011.